# Deelverzameling

Een venndiagram van de verzameling als deelverzameling van.
omvat.

In de verzamelingenleer is een deelverzameling van een gegeven verzameling een verzameling die geheel bevat is in (deel is van) de gegeven verzameling. Elk element van de deelverzameling is dus ook element van de gegeven verzameling. Als ieder element van de verzameling {\displaystyle A} ook een element is van de verzameling {\displaystyle B}, dan is {\displaystyle A} een deelverzameling van {\displaystyle B}, genoteerd als {\displaystyle A\subseteq B}.
Iedere verzameling is een deelverzameling van zichzelf, voor iedere verzameling {\displaystyle A} geldt dus {\displaystyle A\subseteq A}.
De omgekeerde definitie is minder gebruikelijk. Als {\displaystyle A} een deelverzameling is van {\displaystyle B} zegt men ook dat {\displaystyle B} de verzameling {\displaystyle A} omvat, genoteerd als {\displaystyle B\supseteq A}.

## Strikte deelverzameling
Een deelverzameling {\displaystyle A} van {\displaystyle B} die niet gelijk is aan {\displaystyle B}, wordt een echte, strikte of eigenlijke deelverzameling genoemd. Formeel: {\displaystyle A} is een strikte deelverzameling van {\displaystyle B} als:
{\displaystyle A\subseteq B} en {\displaystyle A\neq B}

## Verschillende schrijfwijzen
Als {\displaystyle A} een strikte deelverzameling is van {\displaystyle B}, wordt dat door sommige auteurs genoteerd als:
{\displaystyle A\subset B}.
De meeste auteurs noteren {\displaystyle A\subset B} als {\displaystyle A} een willekeurige deelverzameling van {\displaystyle B} is, dus eventueel {\displaystyle A=B}.
Er zijn dus twee notatiesystemen in omloop voor het aangeven van (echte) deelverzamelingen:
- Het oudste systeem gebruikt het symbool {\displaystyle \subset } om elke deelverzameling aan te geven en kent het symbool {\displaystyle \subseteq } niet.
- Een nieuwer systeem gebruikt het symbool {\displaystyle \subseteq } voor een willekeurige deelverzameling en {\displaystyle \subset } voor een echte deelverzameling. Dit notatiesysteem sluit aan bij dat van de partiële orde in het algemeen en de bijbehorende strikte versie.

## Voorbeelden
- {1,2} ⊂ {1,2,3} - De verzameling {1,2} is een echte deelverzameling van {1,2,3}.
- {1,2,3} ⊆ {1,2,3} - De verzameling {1,2,3} is een deelverzameling van zichzelf.
- De verzameling van natuurlijke getallen is een echte deelverzameling van de verzameling van de rationale getallen.
- Een combinatie van {\displaystyle k} objecten uit {\displaystyle n} komt met de deelverzameling overeen van die {\displaystyle k} objecten uit de verzameling van alle {\displaystyle n}.
- De verzameling priemgetallen groter dan 2000 is een echte deelverzameling van de verzameling oneven getallen groter dan 2000:

{\displaystyle \{x:x\ {\text{is priem en }}x>2000\}\subset \{x:x\ {\text{is oneven en }}x>2000\}}
- Elke verzameling is een deelverzameling van zichzelf, maar geen echte deelverzameling.
- De lege verzameling, geschreven als {} of als {\displaystyle \emptyset }, is een deelverzameling van elke verzameling. De lege verzameling is altijd een echte deelverzameling, behalve van zichzelf.
- Het begrip hyponiem in de taal komt overeen met het begrip deelverzameling.

## Machtsverzameling
De verzameling van alle deelverzamelingen van een verzameling {\displaystyle A} wordt de machtsverzameling van {\displaystyle A} genoemd en genoteerd als {\displaystyle {\mathcal {P}}(A)} of als {\displaystyle 2^{A}}. Per definitie is dus:
{\displaystyle {\mathcal {P}}(A)=\{B\mid B\subseteq A\}}.